# Universal Product Code
Universal Product Code, förkortat UPC, är ett system för streckkoder som används i USA och Kanada, och som även stöds av EAN-standarden.